# Érosion différentielle
Pour un article plus général, voir Érosion.
L'érosion différentielle est la composante d'irrégularité de l'érosion résultant des différences de résistance des matériaux,,. Elle provoque une mise en relief des zones résistantes au détriment des zones tendres, créant ce qui est appelé des figures d'érosion selon l'échelle considérée : de l'ordre kilométrique comme dans le cas d'une côte rocheuse découpée en anses ou centimétrique comme dans un pavement en mosaïque. Cette composante est ainsi déterminante dans l'érosion littorale avec la formation du trait de côte, ou dans les sculptures ou excavations produites par l'érosion éolienne (par corrasion, déflation, etc.).

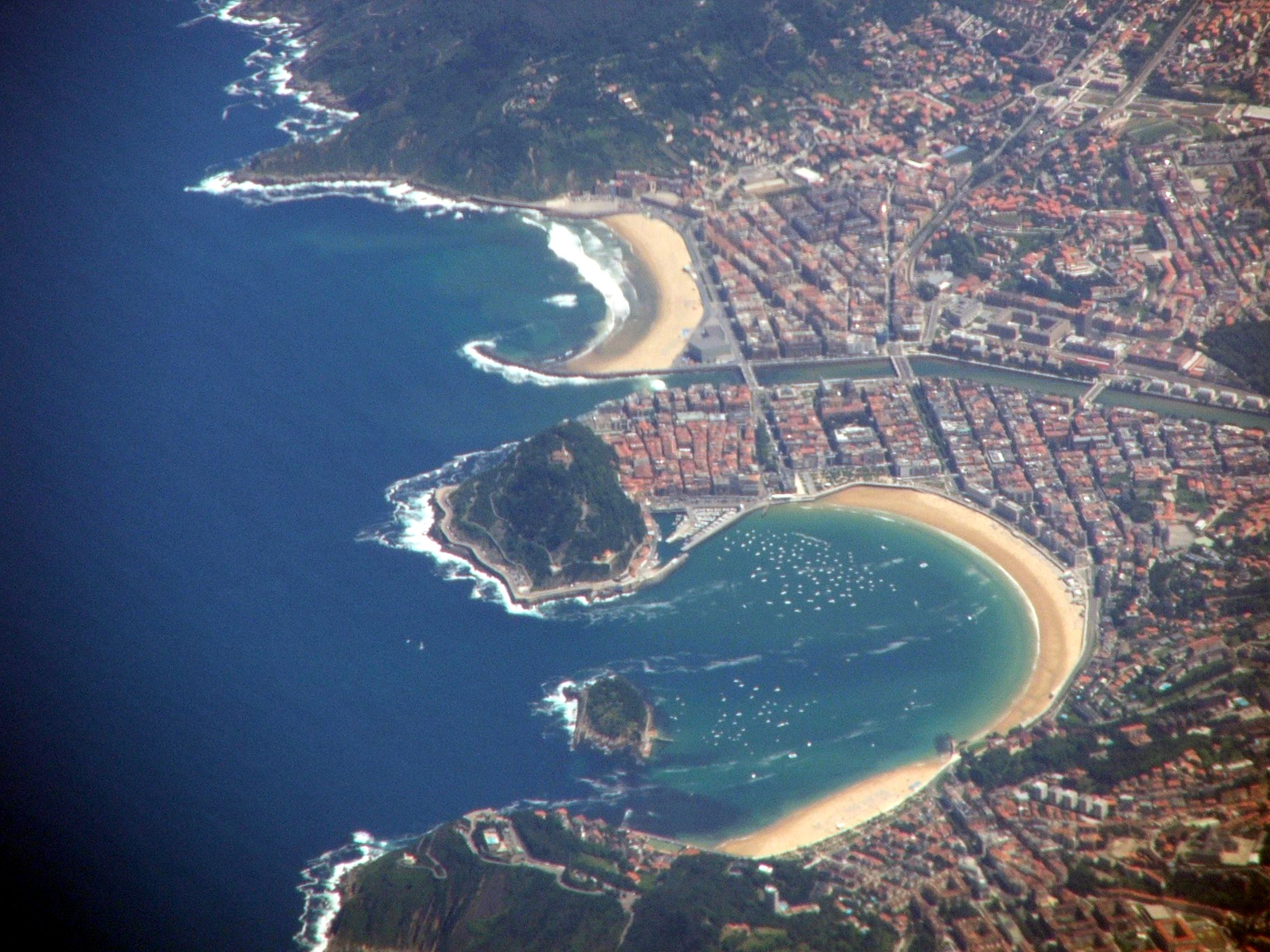
Vue aérienne de Saint-Sébastien en Espagne dont le littoral est découpé en deux anses par l'érosion différentielle.
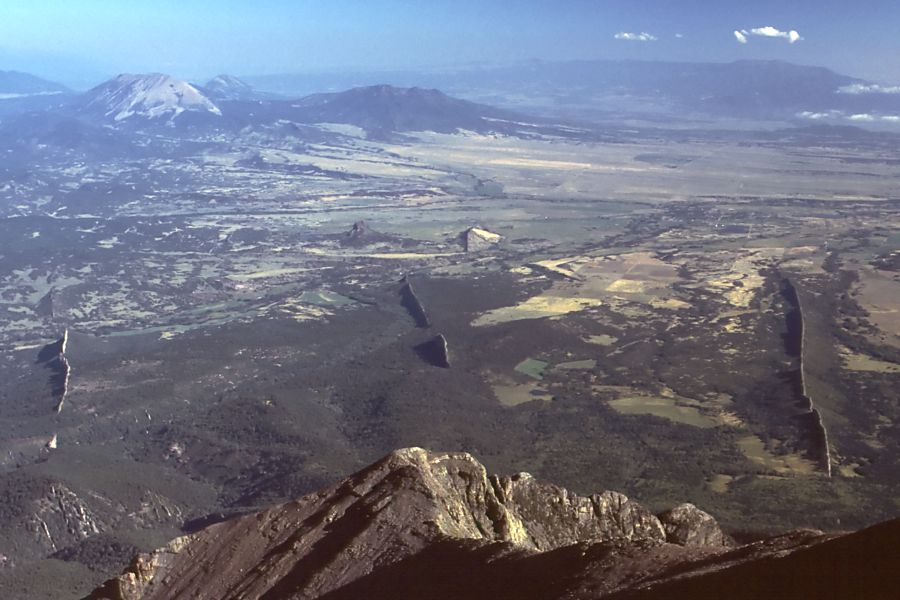
Vue aérienne de trois dykes dans le Colorado.
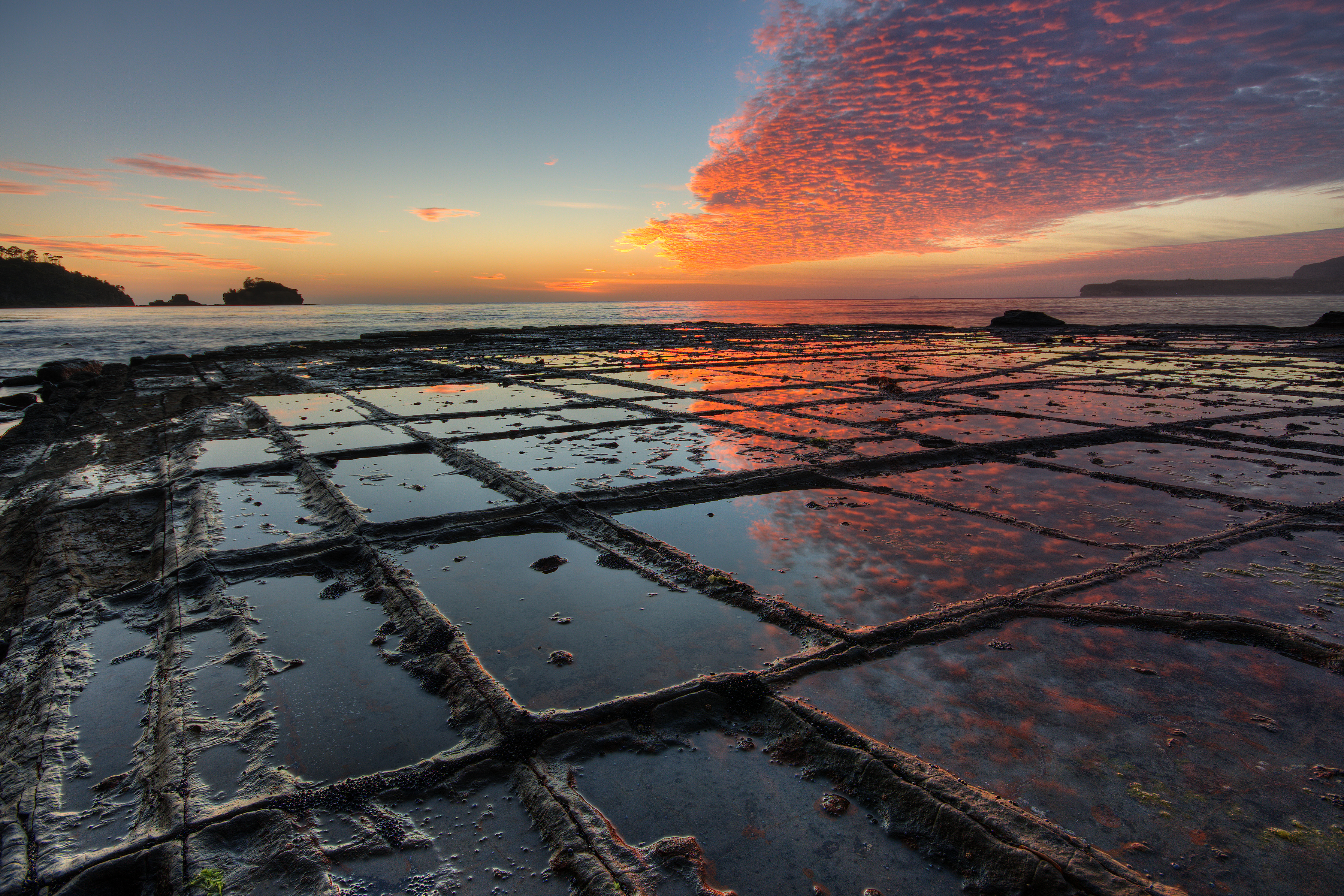
Tessellated Pavement en Tasmanie, un exemple de pavement en mosaïque.
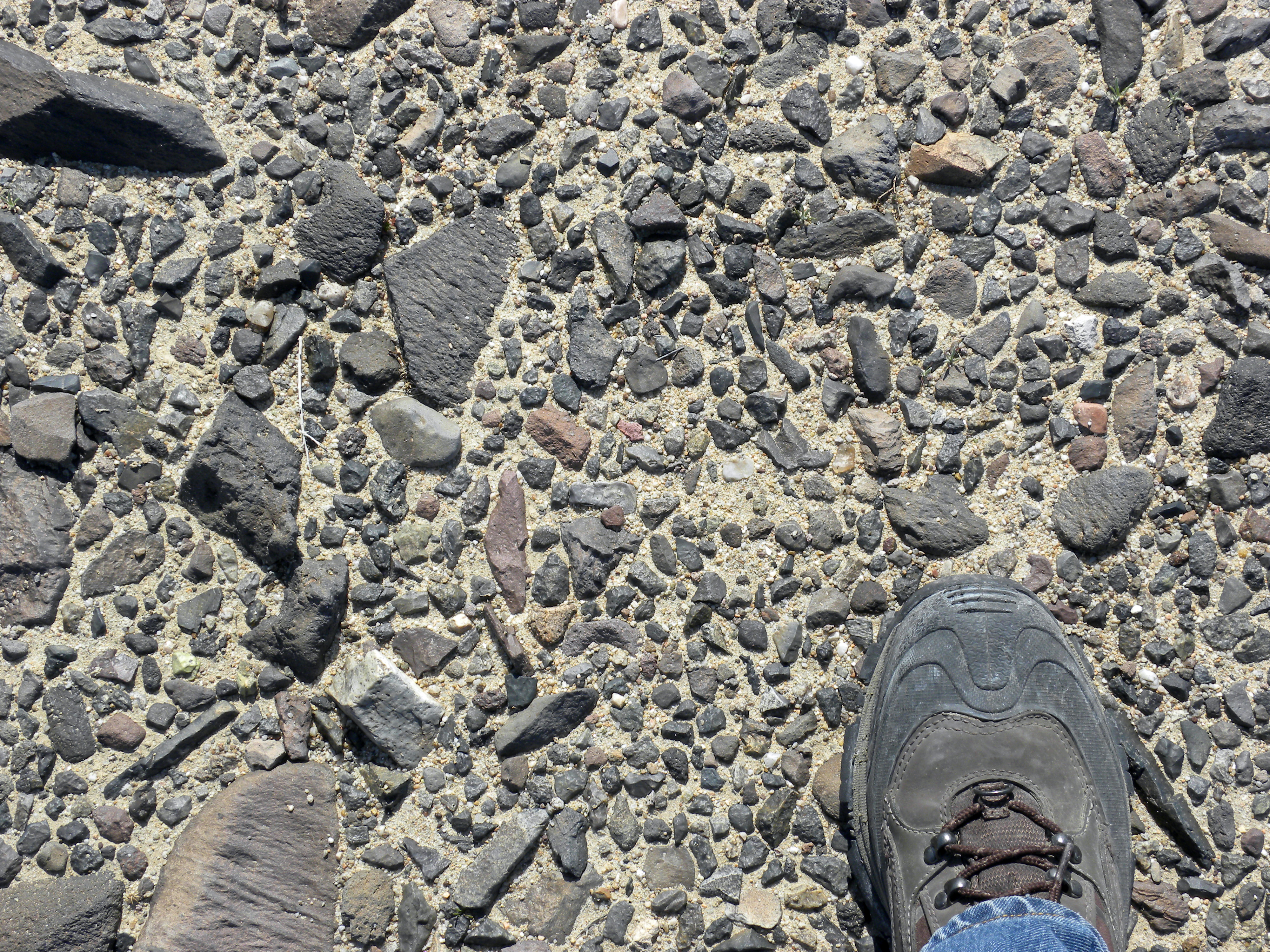
La surface d'un reg dans le désert des Mojaves, aux États-Unis, un cas d'érosion différentielle par déflation d'un matériau non consolidé.
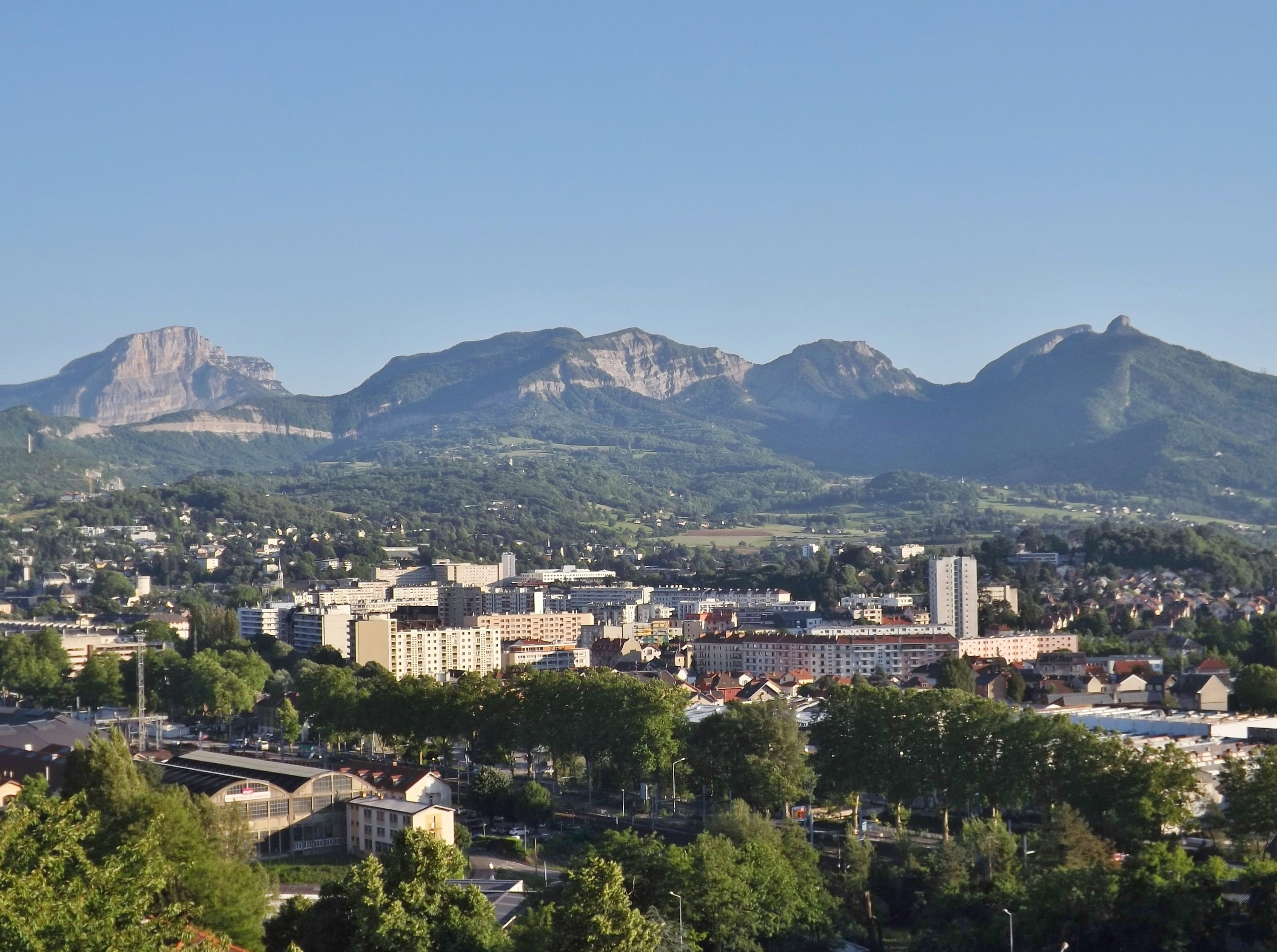
Panorama sur le massif de la Chartreuse depuis Chambéry. Les cœurs des anticlinaux, constitués de marnes, forment les dépressions, tandis que les barres calcaires constituant le flanc des anticlinaux et les synclinaux sont en relief.